# Malpha muiri
Malpha muiri är en insektsart som beskrevs av Myers 1924. Malpha muiri ingår i släktet Malpha och familjen kilstritar. Inga underarter finns listade i Catalogue of Life.